# 베르텔스만 빌딩

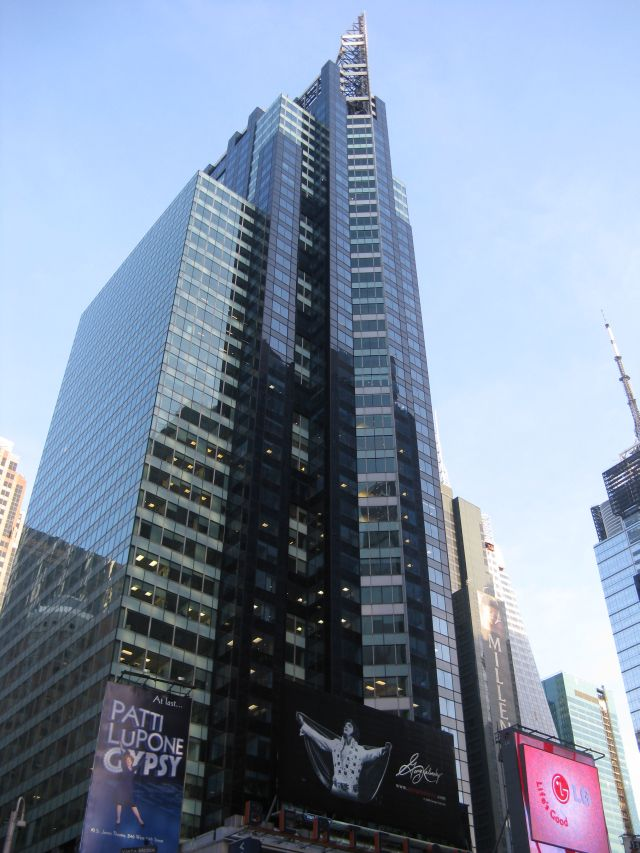
베르텔스만 빌딩

베르텔스만 빌딩(영어: Bertelsmann Building) 또는 1540 브로드웨이(영어: 1540 Broadway)는 미국 뉴욕 타임스 스퀘어 웨스트 45번가에 위치한 42층짜리 733피트 (223m)의 오피스 빌딩이다. 이 빌딩은 베르텔스만의 북미 본사이다.

## 같이 보기
- 뉴욕의 마천루 목록
- 미국의 마천루 목록